# I Know You
I Know You is een single van de Britse zanger Craig David en de band Bastille. Het nummer staat op het album The Time Is Now. Het nummer verscheen in november 2017 als single.

## Muziekvideo
Op 4 januari 2018 werd er een muziekvideo op YouTube geplaatst voor dit nummer. Dit duurt 3 minuten en 54 seconden. De hoofdrolspelers zijn Dan Smith en Craig David. 